# Lyponia dolosa
Lyponia dolosa is een keversoort uit de familie netschildkevers (Lycidae). De wetenschappelijke naam van de soort werd in 1924 gepubliceerd door Kleine.